# Sanda Ham
Sanda Ham (* 20. August 1959 in Osijek) ist eine kroatische Kroatistin.

## Leben
Sanda Ham studierte Kroatistik an der Philosophischen Fakultät der Universität Osijek und promovierte 1994 in Zagreb.
Sie ist Autorin zahlreicher Lehrbücher der kroatischen Sprache und veröffentlichte Artikel in den folgenden Fachzeitschriften: Jezik (Zagreb), Filologija (Zagreb), Književna revija (Osijek), Jezikoslovlje (Osijek), Fluminensija (Rijeka), Dometi (Rijeka), Riječ (Budapest).
Sanda Ham lehrt als Professorin für moderne kroatische Sprache an der Universität Osijek. Der Schwerpunkt ihrer akademischer Arbeit liegt in der Syntax der modernen kroatischen Sprache, sowie den Fragen der sprachlichen Normierung.

## Werke
- Jezik Zagrebačke filološke škole, 1996, ISBN 953-6137-34-8.
- Školska gramatika hrvatskoga jezika (Schulgrammatik der kroatischen Sprache), 2002, ISBN 953-0-10584-3.
- mit Stjepan Babić und Milan Moguš: Hrvatski školski pravopis (Kroatische Schulrechtschreibung), 2005, ISBN 953-0-40026-8.
- Povijest hrvatskih gramatika (Geschichte der kroatischen Grammatik), 2006, ISBN 953-167-185-0.[2]